# Nghi Tran
Pour les articles homonymes, voir Tran (homonyme).
Vinh Nghi « Nipa » Tran (né le 22 juillet 1978 dans le Cuu Long au Viêt Nam) est un athlète finlandais, spécialiste du sprint.
Ses meilleurs temps sont :
- 60 m en salle : 6 s 70 à Moscou en 2006
- 100 m : 10 s 40 à Tallinn, en 2005
- 200 m : 21 s 19 à Jyväskylä en 2006
- 4 × 100 m : 39 s 30, à deux reprises, ancien record de Finlande égalé à Helsinki le 12 août 2005 (Markus Pöyhönen, Nghi Tran, Jarkko Ruostekivi, Tommi Hartonen) et peu après à Göteborg le 27 août 2005 (Samsa Tuikka, Nghi Tran, Jarkko Ruostekivi, Visa Hongisto).

Il est quart-de-finaliste lors des Championnats d'Europe à Göteborg en 2006 sur 100 m et termine 9e lors de la finale de la Coupe d'Europe des nations à Malaga la même année. Il détient le record de Finlande du relais 4 × 100 (égalé à une reprise).